# Wagrien

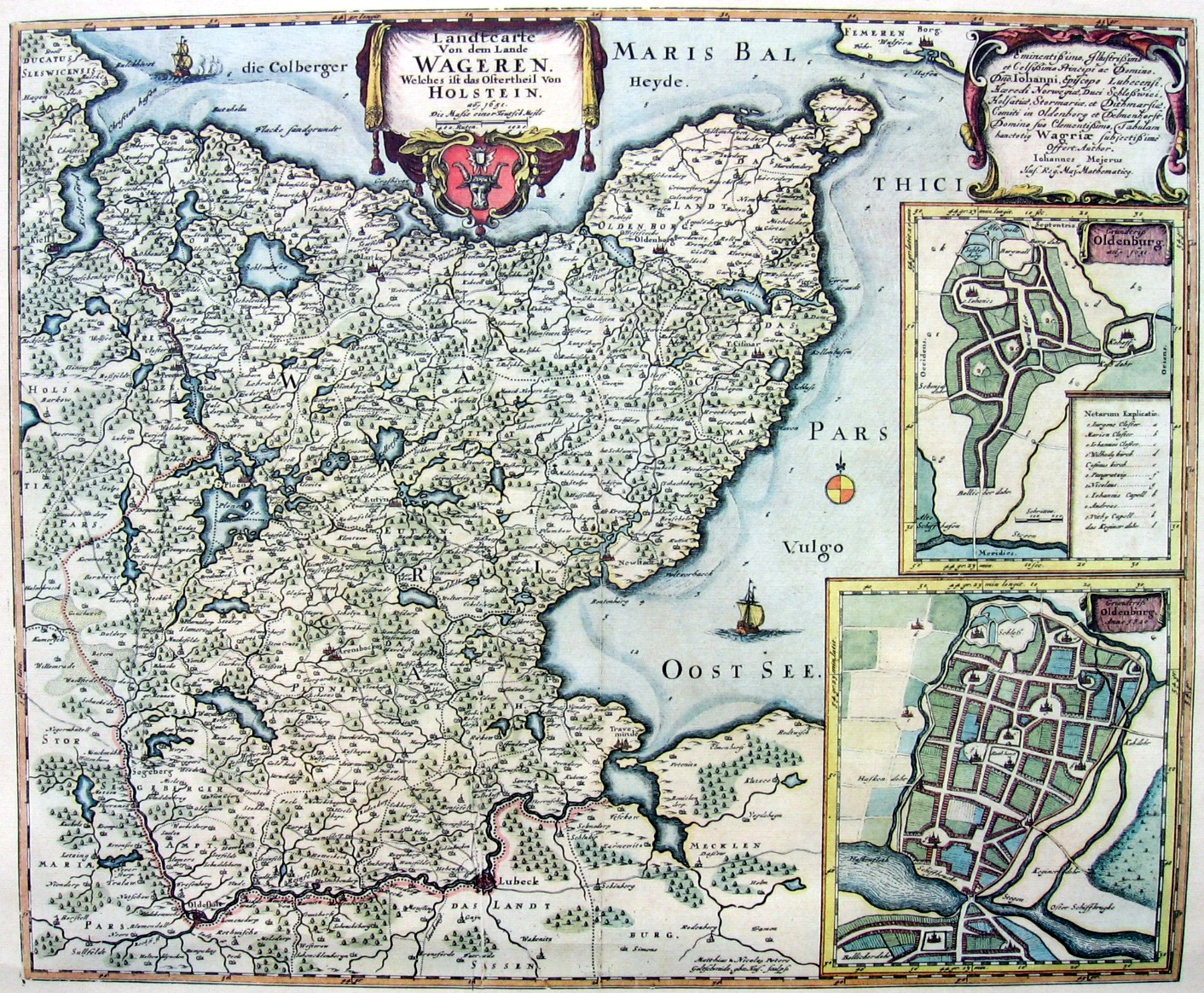
Karta över Wagrien på 1600-talet.

Namnet Wagrien (Waierland, Wagerland) betecknar den nordöstra delen av Holstein i Schleswig-Holstein, norra Tyskland. Området motsvarar idag ungefärligen kommunerna (Landkreise) Plön och Ostholstein.
Numera kallas dock ofta endast den "Oldenburgska halvön" mellan vikarna Kieler Förde och Lübecker Bucht (i Kreis Ostholstein) för Wagrien. Den högsta punkten på halvön är Bungsberg, 168 meter över havet.
Från 600-talet och i flera hundra år var Wagrien bebott av den västslaviska folkgruppen wagrier.